# Pidżama Porno
Pidżama Porno – polski zespół punkrockowy, założony w 1987 roku, przez wokalistę Krzysztofa „Grabaża” Grabowskiego i gitarzystę Andrzeja „Kozaka” Kozakiewicza. Zespół znany był głównie w środowisku punkrockowym; muzyka punkowa przodowała w prawie wszystkich płytach zespołu, ostatecznie docierając do różnych odmian bardziej skondensowanego rocka.
Liderem zespołu Pidżama Porno jest Krzysztof Grabowski, którego część tekstów funkcjonuje również bez muzyki – jego wiersze zostały wydane w tomiku poetyckim „Welwetowe swetry”.

## Historia
Grupa powstała w grudniu 1987 roku, z inicjatywy Krzysztofa Grabowskiego i Andrzeja Kozakiewicza, ówczesnych studentów uniwersytetu poznańskiego. W 1989 roku nagrali swój pierwszy materiał, zatytułowany Ulice jak stygmaty. Zespół zadebiutował na Festiwalu w Jarocinie i festiwalu w Sopocie.
W 1990 roku zespół Pidżama Porno nagrał w Szczecinie drugą płytę, zatytułowaną Futurista. Zespołowi w chórkach towarzyszyła – nieznana jeszcze wówczas – wokalistka Kasia Nosowska. Z powodu rozpadu zespołu w 1990 ww. album ujrzał światło dzienne dopiero w roku 1996. Grupa zdążyła jeszcze zagrać kolejny raz na festiwalu w Jarocinie i odbyć trasę koncertową po Czechosłowacji. Marcin Świetlicki określił Futuristę na łamach Tygodnika Powszechnego jako cudownie odnaleziony, brakujący łańcuszek w polskim rocku.
W styczniu 1995 roku grupa reaktywowała się. Wtedy też ukazała się EPka Zamiast burzy, która przyniosła zespołowi popularność.
W latach 1995–1996 zespół grał na koncertach z Chumbawamba i Youth Brigade.
W 1996 roku zespół podpisał kontrakt z firmą S.P. Records. Pierwszym efektem tej współpracy był trzeci album zespołu Złodzieje zapalniczek, wydany w lutym 1997 roku. Płytę wypromowały piosenki Ezoteryczny Poznań i Bal u senatora '93. Teledysk nakręcony do Balu u Senatora '93 otrzymał wyróżnienie na Yach Film Festiwal '97 jako jeden z trzech najlepszych polskich teledysków w 1997 roku.
15 czerwca 1998 roku ukazała się kolejna płyta grupy, zatytułowana Styropian, promowana kolejno utworami Do nieba wzięci i Gdy zostajesz u mnie na noc. Wideoklip do Gdy zostajesz u mnie na noc otrzymał nominację na Yach Film Festiwal ’99 w kategorii „Najlepszy scenariusz”. Inny utwór ze Styropianu, Antifa, znalazł się na pierwszej składance Muzyka przeciwko rasizmowi firmowanej przez Stowarzyszenie „Nigdy Więcej”.
7 czerwca 1999 wydano Ulice jak stygmaty – absolutne rarytasy, album, na którym znalazły się najstarsze kawałki zespołu, grane przez zespół jeszcze w latach 80., nagrane na nowo. Pierwszym singlem promującym album był utwór Katarzyna ma katar.
W sierpniu 1999 roku Pidżama Porno po raz pierwszy zagrała na Przystanku Woodstock, gdzie zespół wystąpił przed 200-tysięczną publicznością.
23 kwietnia 2001 roku ukazała się płyta Marchef w butonierce. Album promował utwór Twoja generacja, który zagościł na listach przebojów prawie we wszystkich rozgłośniach radiowych. Przez długi czas był na pierwszym miejscu "Listy tygodnia" w Radiostacji, jak również znalazł się na liście przebojów Radiowej Trójki. Zespół był wtedy gościem programu muzycznego 30 ton. Drugim singlem z tej płyty, był utwór Tom Petty spotyka Debbie Harry.
Jesienią 2002 roku zespół wydał pierwszą w historii płytą koncertową, zatytułowaną po prostu Koncertówka part 1. Materiał został zebrany z dwóch koncertów zespołu – w październiku 2000 roku, w Proximie, w Warszawie i grudniu tego samego roku, w Poznaniu.
Dokładnie rok później, jesienią 2003 roku, wydano drugą płytę koncertową, Koncertówka 2. Drugi szczyt. W tym samym roku Pidżama Porno zagrała koncert studiu im. Agnieszki Osieckiej, w radiowej Trójce; istotnym wydarzeniem był też występ podczas Punk Rock Later (którego jednym z pomysłodawców był Grabaż), na którym zagrały legendy polskiego rocka lat 80, zespół zagrał też kolejną trasę koncertową. W 2003 wznowienia na CD doczekały się też pierwsze nagrania kapeli z 1988 roku, z kasety Ulice jak stygmaty.
W 2004 roku zespół przystąpił do prac nad kolejnym albumem, zatytułowanym Bułgarskie Centrum. 12 sierpnia w Żeleźnicy pod Piłą, w Studiu Q, po dwóch miesiącach nagrań, zakończył prace nad płytą. W czerwcu grupa była jedną z gwiazd Festiwalu Rockowego w Węgorzewie. Premiera miała miejsca 20 września 2004 roku, zaś na pierwszy singel wybrano Wirtualnych chłopców. W październiku 2004 zespół odbył kolejną trasę koncertową.
Ważnymi elementami historii grupy były wyprawiane co roku urodziny, na które zapraszano takich artystów jak Kasia Nosowska, Kazik Staszewski, Zygmunt Staszczyk, Robert Brylewski, Marcin Świetlicki, Tomasz Budzyński, czy Tymon Tymański. W 2000 roku po raz pierwszy urodziny odbywały się nie tylko w Poznaniu, ale także w Białymstoku, Rzeszowie, Warszawie i Gdańsku.
13 lipca 2007, podczas koncertu zespołu w radiowej Trójce, Grabaż podał do publicznej wiadomości decyzję o bezterminowym zawieszeniu działalności zespołu Pidżama Porno, od dnia 9 grudnia 2007 roku; powtórzył to dzień później podczas koncertu na festiwalu Union of Rock w Węgorzewie.
27 września 2007 r. Pidżama zagrała koncert charytatywny w Lesznie przy współpracy z tamtejszą Fundacją chorych na zespół Dandy-Walkera „Podaj dalej”.
W dniach 30 listopada – 8 grudnia 2007 r. odbyła się urodzinowo – pożegnalna trasa koncertowa.
Zgodnie z zapowiedzią, 9 grudnia 2007 roku Pidżama Porno bezterminowo zawiesiła działalność.
W dniu 16 lipca 2010 członkowie zespołu Pidżama Porno zagrali sekretny koncert w poznańskim klubie Pod Minogą, występując pod nazwą Here We Go Tadzik. Dzień później, 17 lipca 2010 r. podczas XXX jubileuszowego festiwalu w Jarocinie Pidżama Porno zagrała jedyny w tym roku koncert, występując pod własną nazwą.
15 października 2011 r. zespół wystąpił raz jeszcze w Łodzi w ramach „Event Horizon Festival” jako główna gwiazda tego wydarzenia.
18 lutego 2012 zespół zagrał podczas festiwalu Odjazdy w katowickim Spodku.
18 lipca 2014 zespół wystąpił na festiwalu w Jarocinie. Koncert odbył się z okazji 30-lecia działalności artystycznej Krzysztofa „Grabaża” Grabowskiego i były na nim wykonywane głównie utwory z repertuaru grupy Strachy na Lachy. Podczas koncertu zespół ogłosił, że to ostatni koncert w pierwotnym składzie.
2 października 2014 Grabaż opublikował na portalu społecznościowym Facebook wywiad, który przeprowadził z nim Grzegorz Kociuba dla portalu Wroclive, w którym pada informacja, że od 2015 roku Pidżama Porno wznawia działalność jako trio w składzie Grabaż, Kuzyn i Kozak. Wywiad został także opublikowany na oficjalnej stronie zespołu w komunikacie „Pidżama Porno wraca na scenę!”.
28 listopada 2014 zespół opublikował listę pierwszych koncertów na rok 2015. Pierwsze dwa koncerty odbyły się poza granicami Polski: 14 lutego w Dublinie i 15 lutego w Londynie. Pierwszy koncert zespołu w Polsce odbył się w warszawskiej hali Torwar w ramach Rocket Festival.
27 września 2019 zespół wydał płytę pt. Sprzedawca Jutra. W pracach nad albumem uczestniczył Piotr Załęski, który na stałe dołączył do zespołu w tym samym roku, oraz Longin Bartkowiak – dotychczas wspierający zespół podczas koncertów. W grudniu 2019 roku wydawca albumu, wytwórnia SP Records, ogłosił, że album zyskał status Złotej Płyty. Trasę koncertową promującą wydawnictwo przerwał administracyjny zakaz koncertów spowodowany stanem epidemii w Polsce. 
W roku 2021 zespół wystąpił podczas Pol’and’Rock Festival zorganizowanej na lotnisku Makowice-Płoty.
W maju 2022 roku ukazała się reedycja albumu Złodzieje zapalniczek – w wersji z roku 1997 oraz limitowanej, ręcznie numerowanej edycji.
W sierpniu 2022 roku, w związku z jubileuszem 35-lecia istnienia, zespół zapowiedział wydanie kompilacji Pidżamówka 35, podsumowującej cały okres aktywności twórczej. Do ułożenia zawartości kompilacji zaproszeni zostali fani, którzy w głosowaniu internetowym zdecydowali o tym, jakie utwory zostaną zamieszczone na składance. Album ukazał się 23 września 2022 roku. Premierowo na nim ukazał się utwór "Buczy", który promował wydawnictwo – został nagrodzony tytułem "Polskiego Przeboju Rocku" Antyradio, a ilustrujący go teledysk w reżyserii Piotra Maciejewskiego uzyskał nominację w konkursie PL Music Video Awards.
17 listopada 2023 roku wydano dziesiąty album studyjny formacji - PP.

## Muzycy

### Obecny skład
- Krzysztof „Grabaż” Grabowski – śpiew
- Andrzej „Kozak” Kozakiewicz – gitara elektryczna
- Rafał „Kuzyn” Piotrowiak – perkusja
- Longin „Lo” Bartkowiak – gitara basowa
- Piotr „Załęs” Załęski – gitara elektryczna

### Muzycy koncertowi
- Mariusz Nalepa – gitara elektryczna, akustyczna, flet

### Byli członkowie
- Sławek „Dziadek” Mizerkiewicz – gitara elektryczna do 2014 roku
- Julian „Julio” Piotrowiak – gitara basowa do 2014 roku
- Bartosz „Ropuch” Ciepłuch – gitara elektryczna
- Jacek Kąkolewski – gitara basowa
- Piotr Filary – instrumenty klawiszowe, gitara elektryczna
- Andrzej „Smoku” Głogowski – perkusja

## Dyskografia

### Albumy studyjne
| 1989                           | Ulice jak stygmaty - Data: 30 listopada 1989 - Wydawca: Lewy Front                     | – |
| 1990                           | Futurista - Data: 18 czerwca 1990 - Wydawca: MAMI Tapes                                | 1 |
| 1997                           | Złodzieje zapalniczek - Data: 17 lutego 1997 - Wydawca: S.P. Records                   | 3 |
| 1998                           | Styropian - Data: 28 września 1998 - Wydawca: S.P. Records                             | 1 |
| 1999                           | Ulice jak stygmaty – absolutne rarytasy - Data: 7 czerwca 1999 - Wydawca: S.P. Records | – |
| 2001                           | Marchef w butonierce - Data: 23 kwietnia 2001 - Wydawca: S.P. Records                  | 4 |
| 2004                           | Bułgarskie Centrum - Data: 20 września 2004 - Wydawca: S.P. Records                    | 3 |
| 2019                           | Sprzedawca jutra - Data: 27 września 2019 - Wydawca: S.P. Records                      | 4 |
| 2023                           | PP - Data: 17 listopada 2023 - Wydawca: S.P. Records                                   | 1 |
| „–” pozycja nie była notowana. |                                                                                        |   |

### Minialbumy
| Rok  | Tytuł                                                       | Pozycja na liście |
| Rok  | Tytuł                                                       | POL               |
| ---- | ----------------------------------------------------------- | ----------------- |
| 1994 | Zamiast burzy - Data: 13 czerwca 1994 - Wydawca: MAMI Tapes | –                 |

### Albumy kompilacyjne
| Rok  | Tytuł                                                          | Pozycja na liście |
| Rok  | Tytuł                                                          | POL               |
| ---- | -------------------------------------------------------------- | ----------------- |
| 2022 | Pidżamówka 35 - Data: 23 września 2022 - Wydawca: S.P. Records | 3                 |

### Albumy koncertowe
| Rok  | Tytuł                                                                       | Pozycja na liście |
| Rok  | Tytuł                                                                       | POL               |
| ---- | --------------------------------------------------------------------------- | ----------------- |
| 2002 | Koncertówka part 1 - Data: 2 września 2002 - Wydawca: S.P. Records          | –                 |
| 2003 | Koncertówka 2. Drugi szczyt - Data: 10 czerwca 2003 - Wydawca: S.P. Records | –                 |

### Single i teledyski
| 1997                           | Bal u senatora '93                             | tak | –  | –  |
| 1997                           | Ezoteryczny Poznań                             | tak | –  | –  |
| 1998                           | Do nieba wzięci                                | tak | –  | 18 |
| 1998                           | Gdy zostajesz u mnie na noc                    | tak | –  | –  |
| 1998                           | Outsider                                       | tak | –  | 9  |
| 1999                           | Katarzyna ma katar                             | tak | –  | 29 |
| 2001                           | Twoja generacja                                | tak | 25 | 11 |
| 2001                           | Tom Petty spotyka Debbie Harry                 | tak | 33 | 38 |
| 2001                           | Bon ton na ostrzu noża                         | tak | –  | –  |
| 2004                           | Wirtualni chłopcy                              | tak | 15 | 18 |
| 2004                           | Nikt tak pięknie nie mówił, że się boi miłości | tak | 12 | 1  |
| 2007                           | Czekając na trzęsienie ziemi                   | tak | 17 | 17 |
| 2019                           | Hokejowy zamek                                 | tak | 9  | –  |
| 2019                           | Pomocy!                                        | tak | 27 | –  |
| 2020                           | Tu trzeba krzyczeć                             | tak | –  | –  |
| 2023                           | Zimny bóg                                      | tak | –  | –  |
| „–” pozycja nie była notowana. |                                                |     |    |    |

### DVD
| Rok  | Tytuł                                                                                | Źródło |
| ---- | ------------------------------------------------------------------------------------ | ------ |
| 2007 | Finalista - Data: 26 listopada 2007 - Wydawca: S.P. Records                          | [ 32 ] |
| 2008 | Dwadzieścia - Data: 5 grudnia 2008 - Wydawca: S.P. Records                           | [ 33 ] |
| 2012 | Breżniew... ujrzałem śmierć na scenie - Data: 20 lutego 2012 - Wydawca: S.P. Records | [ 34 ] |